# Penicuik
Penicuik est une ville en Écosse, de 20 000 habitants. Elle se trouve au sud d'Édimbourg, dans le council area et de la région de lieutenance du Midlothian. Son nom est dérivé de celtique britannique et signifie « colline du coucou ».
La ville est jumelée avec la ville française de L'Isle-sur-la-Sorgue en Provence et Lautrec dans le Tarn.

## Relief
La ville est entourée de collines boisées, qui composent un paysage typiquement écossais.

## Lieux et monuments
- La Chapelle de Rosslyn, toute proche, rendue encore plus célèbre par le roman de Dan Brown, rappelle l'histoire des templiers.
- Mémorial en l'honneur des prisonniers français des guerres Napoléoniennes.